# 神在堂
神在堂，为中国江苏省扬州市的一座老教堂，位于广陵区泰州路扬州大学商学院内，由美国圣公会会长韩忭明于1924年兴建在美汉中学内。神在堂为哥特式建筑，尖拱券，彩色窗玻璃，可容纳600人聚会礼拜。
神在堂长期闲置，被学校用于堆积杂物。鉴于扬州长期仅开放一座可容纳800人的基督教礼拜堂（萃园路礼拜堂），但每次礼拜近2000人聚集，因此有恢复开放神在堂的呼吁。2010年，教会方面与扬州大学对神在堂和两幢牧师楼的修缮与使用的问题初步达成一致。2011年11月，神在堂被列为扬州市历史建筑。2012年，又将其列入第五批文保单位推荐名单。